# Рижский государственный техникум
Рижский государственный техникум (латыш. Rīgas Valsts tehnikums, RVT) — среднее специальное учебное заведение в Риге. Основан 29 декабря 1919 года.

## История
В 1802 году Рижский Императорский лицей на площади Рижского замка был преобразован в Лифляндскую (с латыш. — «Видземскую») провинциальную гимназию.
В 1890 году последовало переименование в гимназию имени Николая I, которой в 1891 году было предоставлено здание по (современный адрес) ул. Кришьяня Валдемара, 1с, построенное по проекту архитектора Алексея Кизельбаша. После Первой мировой войны на базе гимназии был организован Рижский государственный техникум. Его первым директором стал Ян Озолиньш.
Создание техникума предварило открытие 21 октября 1918 года по инициативе группы рижских гражданских инженеров Строительного общественного технического колледжа.
В 1935 был построен корпус здания, выходящий на улицу Ноликтавас, в 1970-е годы — новый лабораторный корпус.

## Техникум сегодня
Продолжительность обучения — 4 года. Зачисление по итогам 9 класса или 12 класса, к экзаменам допускаются имеющие неполное среднее образование (9 классов средней школы).
Отделения:
- Авто отделение (латыш. Auto nodaļa)
- Компьютерное отделение (латыш. Datorikas nodaļa)
- Отделение полиграфии и медиатехнологий (латыш. Drukas un mediju tehnoloģiju nodaļa)
- Железнодорожное отделение (латыш. Dzelzceļa nodaļa)
- Отделение энергетики (латыш. Enerģētikas nodaļa)
- Отделение деревообработки (латыш. Kokapstrādes nodaļa)
- Отделение коммерческой деятельности (латыш. Komercdarbības nodaļa)
- Отделение химических технологий (латыш. Ķīmijas tehnoloģijas nodaļa)
- Отделение машиностроения (латыш. Mašīnbūves nodaļa)